# Vocabularul științific internațional
Vocabularul științific internațional (ISV) cuprinde termeni științifici și specializați a căror limbă de origine poate fi sau nu sigură, dar care sunt utilizați în prezent în mai multe limbi moderne (adică translingual). Ideea de „vocabular științific internațional” a fost folosită pentru prima dată de Philip Gove în Webster’s Third New International Dictionary (1961). Conform lui Crystal,  știința este un domeniu deosebit de productiv pentru noile modele.

## Istoric
În cel de-al treilea volum al Dicționarului Webster, „unele cuvinte ISV (precum haploid) au fost create folosind un cuvânt cu un înțeles general și simplu dintr-una dintre limbile antichității, de obicei latina și greaca, și li s-a conferit un sens foarte specific în discursul științific modern”. Un cuvânt ISV este de obicei un compus clasic sau derivat care „obține doar sensul primar, din antichitate”. Morfologia acestuia poate varia în funcție de limbă.
Versiunea online a celui de-al treilea Dicționar internațional Webster Unabridged (Merriam-Webster, 2002) adaugă că ISV „este format din cuvinte sau alte forme lingvistice curente în două sau mai multe limbi” care „diferă de neolatină în ceea ce privește adaptarea la structura limbilor individuale în care apar”. Cu alte cuvinte, termenii ISV sunt adesea creați folosind greaca, latina sau alte forme combinate, dar fiecare limbă folosește neo-lexemele rezultate în propriul său mod și face conexiuni morfologice folosind sistemul morfologic propriu. În acest sens, ISV poate fi privit ca un sistem care folosește în mod masiv împrumuturile din neolatină.
McArthur  caracterizează cuvintele și morfemele ISV drept „translingvistice”, explicând că „în multe limbi servesc drept medii pentru educație, cultură, știință și tehnologie”. Pe lângă limbile europene, cum ar fi rusa, suedeza, engleza și spaniola, articolele lexicale ISV funcționează și în japoneză, malaieziană, limbile filipineze și alte limbi asiatice. Potrivit lui McArthur, niciun alt set de cuvinte și morfeme nu are un caracter internațional atât de pronunțat.
ISV este unul dintre conceptele din spatele dezvoltării și standardizării limbajului artificial numit Interlingua. Termenii științifici și medicali din Interlingua sunt în mare parte de origine greco-latină, dar, la fel ca majoritatea cuvintelor din Interlingua, apar într-o gamă largă de limbi. Vocabularul Interlingua folosește un grup stabilit de limbi de control deoarece emite și absoarbe cuvinte dintr-un număr mult mai mare de limbi. Tehnica prototip selectează cel mai recent predecesor eligibil comun al fiecărui cuvânt sau afix Interlingua. Apoi cuvântul sau afixul preia o formă contemporană bazată pe limbajele de control. Această procedură este menită să ofere Interlingua cel mai general vocabular internațional posibil.

## Cuvinte și rădăcini de cuvinte ce au semnificații diferite față de cele din limbile de origine
Aceasta este o listă de cuvinte științifice și rădăcini de cuvinte care au semnificații diferite față de cele din limbile de origine.
| Cuvânt sau rădăcină            | Înțeles științific | Limba de origine | Cuvântul de origine  | Înțelesul de origine                                             | Note                                                             |
| ------------------------------ | ------------------ | ---------------- | -------------------- | ---------------------------------------------------------------- | ---------------------------------------------------------------- |
| andro-, -ander                 | stamen             | Greacă           | ἄνδρ', ἄνδηρ         | bărbat                                                           | referitor la flori                                               |
| gynaec-, -gyne                 | carpel             | Greacă           | γῠναικ-, γυνή        | femeie                                                           | referitor la flori                                               |
| capno-                         | dioxid de carbon   | Greacă           | καπνός               | fum                                                              |                                                                  |
| electro-                       | electricity        | Greacă           | ἤλεκτρον             | chihlimbar                                                       |                                                                  |
| thorax                         | chest (anatomy)    | Greacă           | θώραξ                | torace                                                           |                                                                  |
| toxo-                          | otravă             | Greacă           | τόξον                | arc (armă)                                                       |                                                                  |
| macro-                         | big                | Greacă           | μακρός               | lung                                                             |                                                                  |
| În numele unor clase biologice |                    |                  |                      |                                                                  |                                                                  |
| -ceras                         | ammonite           | Greacă           | κέρας                | corn                                                             | prin asemănare cu cornul oii                                     |
| -crinus                        | crinoid            | Greacă           | κρίνος               | crin                                                             | extras din "crinoid"                                             |
| grapto-                        | graptolite         | Greacă           | γραπτός              | scriere                                                          | prin asemănare cu fosila                                         |
| -gyrinus                       | labyrinthodont     | Greacă           | γυρῖνος              | mormoloc                                                         |                                                                  |
| -lestes                        | prădător           | Greacă           | λῃστής               | jaf                                                              |                                                                  |
| -mimus                         | ornithomimid       | Greacă           | μῖμος                | mima                                                             | extras din Ornithomimus                                          |
| -mys                           | rozătoare          | Greacă           | μῦς                  | șoarece                                                          | inclus în Phoberomys                                             |
| -saurus                        | reptilă, dinozaur  | Greacă           | σαῦρος               | șopârlă                                                          |                                                                  |
| -stega, -stege                 | stegocefalian      | Greacă           | στέγη                | acoperiș                                                         |                                                                  |
| -suchus, -champsus             | crocodil           |                  | Σοῦχος, χαμψαι (pl.) | Citate de grecii antici drept cuvinte egiptene pentru „crocodil” | Citate de grecii antici drept cuvinte egiptene pentru „crocodil” |
| therium                        | mamifer            | Greacă           | θηρίον               | bestie, animal                                                   |                                                                  |
| Denumiri de oase               |                    |                  |                      |                                                                  |                                                                  |
| femur                          | os al gambei       | Latină           | femur                | thigh                                                            |                                                                  |
| fibula                         | os al piciorului   | Latină           | fībula               | brooch                                                           |                                                                  |
| radius                         | os al bratului     | Latină           | radius               | spoke                                                            |                                                                  |
| tibia                          | os al              | Latină           | tībia                | tibie                                                            |                                                                  |
| ulna                           | os al bratului     | Latină           | ulna                 | cot, unitate de măsură                                           |                                                                  |
| Other                          |                    |                  |                      |                                                                  |                                                                  |
| foetus / fetus                 | unborn baby        | Latină medicală  | fētus                | fetus                                                            |                                                                  |

## Cuvinte și rădăcini de cuvinte care au un sens din latină și un alt sens din greacă
Aceasta este o listă a cuvintelor și rădăcinilor de cuvinte științifice care au un sens în latină și un alt sens în greacă.
| Cuvânt sau rădăcină | Sensul științific | Exemplu    | Cuvânt latin | Sens latin     | Sensul științific    | Exemplu   | Cuvânt grecesc | Înțeles grecesc     | Note |
| ------------------- | ----------------- | ---------- | ------------ | -------------- | -------------------- | --------- | -------------- | ------------------- | ---- |
| alg-                | alga              | alga       | alga         | alge           | durere               | analgezic | ἄλγος          | durere              |      |
| crema-              | a arde            | incinerare | cremāre      | a arde ( tr. ) | atârna, fi suspendat | cremaster | κρεμάννυμι     | Am spânzurat (tr. ) |      |

## Alte cuvinte și rădăcini de cuvinte cu două semnificații
Aceasta este o listă cu alte cuvinte științifice și rădăcini de cuvinte ce au două semnificații.
| Cuvânt sau rădăcină | Semnificație științifică 1 | Exemplu   | Origine     | Sens original | Sensul științific 2 | Exemplu      | Origine       | Sens original | Note |
| ------------------- | -------------------------- | --------- | ----------- | ------------- | ------------------- | ------------ | ------------- | ------------- | ---- |
| uro-                | coadă                      | Uromastyx | Greacă οὐρά | coadă         | urină               | urologie     | Greacă οὐρῶ   | urină         |      |
| mento-              | mintea                     | mental    | Latină mēns | mintea        | (a) bărbie          | mentoplastie | Latină mentum | bărbie        |      |

## Alte diferențe
O altă diferență dintre termenii științifici, latina și greaca clasică este că mulți termeni științifici compuși nu elimină vocala de flexiune la sfârșitul unei rădăcini înainte de rădăcina sau prefixul care începe cu o vocală, de exemplu, gastroenterită; dar elidarea are loc în gastrectomie (nu * gastroectomie).
Cuvântul grecesc τέρας ( τέρατο- ) = "monstru" este de obicei folosit pentru a însemna "monstru (anormal)" (de exemplu, teratologie, teratogen), dar unele nume biologice îl folosesc pentru a însemna "monstru (enorm)" (de exemplu, animalele dispărute Teratornis (un condor cu 12- anvergura aripilor piciorului) și Terataspis (un trilobit lung de 2 metri)).

## Haplologie
O caracteristică ce afectează claritatea în vederea componentelor unui cuvânt științific este haplologia, adică eliminarea uneia din cele două silabe identice sau similare care se întâlnesc la punctul de joncțiune al unui cuvânt compus. Exemple:
- apendicectomia = apendic- + -ectomie
- Dracohors = draco + cohorta